# جاسمينا تينجيتش
جاسمينا تينجيتش من مواليد 27 فبراير 1991 في البوسنة والهرسك، هي لاعبة كرة مضرب بوسنية. حصلت على أعلى تصنيف لها في الفردي المرتبة الـ 236 وكان ذلك سنة 2013، والجدير بالذكر أنها في نفس العالم حصلت على المرتبة الـ 390 وهي أعلى تصنيف لها في الزوجي

## روابط خارجية
- جاسمينا تينجيتش على موقع رابطة محترفات التنس (الإنجليزية)
- جاسمينا تينجيتش على موقع الاتحاد الدولي لكرة المضرب (الإنجليزية)
- جاسمينا تينجيتش على موقع كأس بيلي جين كينغ (الإنجليزية)
- جاسمينا تينجيتش على موقع خلاصة التنس.كوم (الإنجليزية)